# Метро Терезіни
Метрополітен Терезіни (порт. Metrô de Teresina або просто Metrô) — система ліній метрополітену в місті Терезіна — столиці бразильського штату Піауі. Керуючою компаниєю є CMTP (Metropolitan Public Transport Company).

## Історія
Система була створена у 1989 році для модернізації транспорту та для створення транспортної системи з високою пропускною спроможністю. Будівельні роботи розпочались наприкінці 1989 року. Лінія пройшла через центр Терезіни. Для скорочення витрат на будівництво була обрана ширина колії 1000 мм по частині ділянки залізниці (RFFSA) Порту-Алегрі — Уругваяна, де курсували дизель-поїзди. Лінія метро введена в дослідну експлуатацію в листопаді 1990 року, при цьому комерційна експлуатація розпочалася 5 червня 1991 року.

## Лінії
На даний момент система складається з однієї лінії з 9 станціями протяжність 13,5 км .
| Лінія | Ділянка                            | Дата відкриття | Довжина (км) | Станцій | Час поїздки (хв) | Час роботи                     |
| ----- | ---------------------------------- | -------------- | ------------ | ------- | ---------------- | ------------------------------ |
| 1     | Engenheiro Alberto Silva ↔ Itararé | 5 червня 1991  | 13,5         | 9       | 30               | Понеділок-П'ятниця, 6:00-19:00 |